# استئصال الكلية
استئصال الكلية (بالإنجليزية: Nephrectomy)‏ هو عبارة عن استئصال جراحي للكلية، انظر بالأسفل استئصال الكلى الجزئي.

## تاريخ
لقد أجريت أول عملية استئصال كلية ناجحة في 2أغسطس 1869، من قبل الجراح الألماني غوستاف سيمون، في هايدلبرغ.
وقد أجرى سيمون العملية سلفا على الحيوانات، وأثبت أن وجود كلية واحدة بحالة صحية جيدة كافي لإخراج البول في البشر.

## استخدامات طبية
يوجد استخدامات متنوعة لهذه العملية، مثل: سرطان الخلايا الكلوية، والكلية التي لا تقوم بوظيفتها (التي يمكن أن تسبب ارتفاع ضغط الدم)، والكلى الصغيرة خلقيا (وتكون فيها الكلى منتفخة، فتضغط على الأعصاب مما يسبب ألم في مناطق أخرى كالظهر).
ولقد تم تعديل عملية استئصال الكلية في سرطان الخلايا الكلوية ليصبح استئصال جزئي، ويمكن استئصال الكلية بهدف التبرع بها، وزراعتها. استئصال الكلية والحالب يتم عن طريق استئصال الكلية، والحالب بالكامل، وجزء صغير من المثانة في حالة سرطان الظاهرة البولية في الكلى أو الحالب.

## الإجراء

استئصال الكلية باستخدام المنظار

يتم إجراء العملية للمريض وهو تحت تأثير المخدر العام، وتستأصل الكلية من خلال فتح شق، أو بالمنظار.
في حالة الفتح، يقوم الجراح بعمل شق في جانب البطن ليصل إلى الكلية. وطبقا للظروف، يمكن أن يكون الشق في المنتصف أيضا. حيث يفصل الكلية عن الحالب، والأوعية الدموية، ثم يقوم بإزالتها.
بينما في طريقة المنظار، يتم عمل 3، أو 4 فتحات صغيرة (5-10ملليميترات) في البطن، ومنطقة الخاصرة.
وتُفصل الكلية بالكامل في الجسم، ويتم وضعها في كيس. في حالة إزالة الكلية بسبب سرطان، يتم توسيع إحدى الفتحات لإخراجها منها. بينما إذا كانت إزالتها لأي سبب آخر يمكن إخراجها من الفتحات الصغيرة.
حديثا، يتم إجراء هذه العملية من خلال فتحة واحدة في سرة البطن. وتسمى هذه التقنية المتقدمة تنظير البطن من منفذ واحد.
في بعض الأمراض، يمكن استخدام بدائل أخرى بدلا من استئصال الكلية. تشمل هذه البدائل: الانصمام الكلوي للمرضى الغير مؤهلين للخضوع للعملية، أو الاستئصال الجزئي للكلية إذا أمكن.
في بعض الأحيان ينتشر سرطان الخلايا الكلوية لأعضاء قريبة مثل: الوريد الأجوف السفلي، والقولون، والبنكرياس، والكبد.
إذا لم ينتشر السرطان لأماكن بعيدة، يمكن إزالته بالكامل جراحيا بأمان عن طريق فتحة شق، أو باستخدام المنظار.

### التبرع بالكلية
في يناير 2009، خضعت امرأة لعملية استئصال عن طريق المهبل للتبرع بها، وقد كانت هذه السيدة قد خضعت من قبل لعملية استئصال الرحم. وأُجريت هذه العملية في مستشفى جونز هوبكنز.
وكانت هذه أول مرة يتم فيها استئصال كلية بحالة صحية جيدة بهذه الطريقة، بينما كانت تُستأصل في الماضي بسبب الأمراض فقط.
استئصال الأعضاء من خلال فتحات الجسم يقلل بعضا من ألم عمل شق، وتَكَون ندبة كبيرة ذات شكل جمالي سيء.
أي تقدم يحدث في طريقة إجراء العملية; لتقليل الألم، أو لتحسين شكل الندبات له القدرة على زيادة أعداد المتبرعين، وتشجعيهم على التبرع. كما تم إجراء هذه العملية لأول مرة أيضاً في عيادة كليفلاند، حيث تم استئصال الكلية عن طريق المهبل أيضا.
معدل خطر الوفاة للمتبرعين خلال هذا الإجراء هو 0.03%، كما يمكن السيطرة على العواقب الصحية التي يمكن أن تنتج بعد ذلك.

## عناية ما بعد العملية
غالباً ما تُعطى المسكنات للمريض بعد العملية، لتقليل الألم في مكان الجرح، ويتم تزويده بالسوائل عن طريق الوريد، ومراقبة التوازن بين الكهرل (الإلكتروليت)، والسوائل في الجسم بعناية، لأن ما سبق هي الوظائف التي تكون الكليتين مسؤولة عنها. ومن المحتمل ألا تقوم الكلية المتبقية بجميع الوظائف. فيبقى المريض في المستشفى من 2-7 أيام بعد العملية طبقا للإجراء، ومضاعفاته.

## استئصال الكلى الجزئي

قبل وبعد استئصال جزئي للكلية

استئصال الكلى الجزئي هو استئصال جراحي للورم الموجود في الكلية مع حافة رقيقة من الكلية الطبيعية، وذلك لتحقيق هدفين هما علاج السرطان، والحفاظ على أكبر قدر من الكلى الطبيعية قدر الإمكان.

### تاريخ
تشيرني هو أول من وصف استئصال الكلى الجزئي عام 1890. ولكن كان هذا الإجراء مهجور لفترة طويلة بسبب قدرات الأشعة السينية، والتصوير المحدودة في إيجاد أورام الكلى الصغيرة، والمضاعفات الخطيرة المرتبطة بالعملية في البداية.
في وقت لاحق بعد تطور التصوير، وتقنيات الجراحة، وزيادة القدرة على اكتشاف الورم، تم إجراء عمليات استئصال الكلى الجزئي بشكل أوسع.

### استخدامات طبية
يتم إجراء استئصال الكلى الجزئي عند وجود ورم في حالات الكلية المفردة، أو وجود ورم في كلا الكليتين، أو كان استئصال الكلية بالكامل يمكن أن يسبب فشل كلوي للأخرى، والحاجة إلى غسيل كلوي.
استئصال الكلى الجزئي هو الأساس في تقريبا كل المرضى الذين لديهم أورام صغيرة في الكلى (حجمها <4سم). ومعظم الأورام التي يتراوح حجمها من 4-7سم يتم معالجتها أيضا باستئصال جزئي للكلى، إذا كان الورم في مكان مناسب للاستئصال. بينما تعالج جميع الأورام التي يكون حجمها >7سم عن طريق الاستئصال الجذري للكلى، إلا إذا كان الورم في كلية فردية، أو كان في كلا الكليتين، أو كانت وظائف الكلى سيئة.
يمكن أن يرغب المريض في طلب رأي طبيب آخر في حالته عندما يخبره طبيبه أن لديه ورم أكبر، وأصعب من أن يُجري له عملية استئصال جزئي، لأن غالبا الجراحين الذين تعاملوا مع عدد كبير من مرضى سرطان الكلى لديهم خبرة، وقدرة أكبر على المحافظة على الكلية من الجراح الذي تعامل مع عدد قليل من الحالات.

### الإجراء
يتم تخدير المريض تخديرا عاما. ويجرى الجراح العملية خلال فتحة شق، أو بالمنظار، أو بجراحة روبوتية.
يرقد المريض في غرفة العمليات على الجانب المقابل للكلية المصابة بالسرطان. والهدف من هذه الجراحة هو استئصال الورم مع طبقة رقيقة من الكلية الطبيعية. ولأن وظيفة الكلى هي تنقية الدم، يمر جميع الدم الموجود بالجسم خلال الكلى في نهاية المطاف، ويذهب 25% منه إلى الكليتين مع كل نبضة قلب.
يقوم الجراح بحظر تدفق الدم للكلى مؤقتا، ليستطيع استئصال الورم بطريقة آمنة، ثم يقوم بخياطة أجزاء الكلى المتبقية مع بعضها مرة أخرى. وغالبا ما تكون عملية استئصال الكلى الجزئي بديلة للاستئصال الكلي، أو الجذري في حالة سرطان الخلايا الكلوية.

### المضاعفات
تحدث مضاعفات للمرضى الذين يخضعون لعملية استئصال الكلى الجزئي بنسبة 15-25%. ومن أشهر هذه المضاعفات: النزف، والعدوى، وتسرب البول.

### مكافحة السرطان، وجودة الحياة، والبقاء على قيد الحياة
يمنح استئصال الكلى الجزئي فرصة شفاء من سرطان الخلايا الكلوية مماثلة للاستئصال الجذري. وتم تأكيد ذلك بالتحليل التلوي الحديث.
وقد أظهر استئصال الكلى الجزئي قدرة أفضل في المحافظة على وظيفة الكلى من الاستئصال الكلي. ولكن هناك جدل إذا ما كان هذا الحفاظ على وظائف الكلى يؤدي إلى منافع طويلة الأمد للمريض. لقد وجدت البحوث أن المرضى الخاضعين لاستئصال الكلى الجزئي يعيشون فترة أطول من الذين يستأصلونها كاملة، بينما وجدت بعض البحوث الأخرى نتائج عكسية. ولكن استئصال الكلى الجزئي يرتبط بجودة حياة، ومستوى معيشة أفضل من الاستئصال الكلى الجذري.

## روابط ومصادر
- Drawings of the steps of the procedure
- MedlinePlus Medical Encyclopedia: Nephrectomy
- Explanation of the surgery, the risks and the recovery